# Fabula (Film)
Fabula ist eine Schwarze Komödie von Michiel ten Horn. Der in der deutsch-niederländischen Grenzregion spielende Film mit Fedja van Huêt, Sezgin Güleç, Michiel Kerbosch, Anniek Pheifer, Livia Lamers, Georg Friedrich und David Kross feierte Ende Januar 2025 beim Internationalen Filmfestival Rotterdam seine Premiere. Der Kinostart in Deutschland ist Anfang Dezember 2025 geplant.

## Handlung
Der Kleinstadtkriminelle Jos ist zu seiner großen Enttäuschung völlig an den Rand gedrängt worden. Seine Tochter respektiert ihn nicht, seine Frau vertraut ihm nicht und seine Freunde lachen offen über ihn. Während er versucht, einen Drogendeal zu retten, der katastrophal schiefgelaufen ist, sucht er verzweifelt nach einer Antwort auf die Frage, wer oder was ihn eigentlich bestraft.

## Produktion

### Filmstab und Aufbau
Regie führte Michiel ten Horn, der auch das Drehbuch schrieb. Mit seinem Debütfilm The Deflowering of Eva van End gelangte er in die „10 European Directors to Watch“ von Variety. Er studierte Animation an der Universität der Künste in Utrecht.
Der Film ist in einen Prolog, sechs Kapitel und einen Epilog aufgeteilt.

### Besetzung
Fedja van Huêt spielt in der Hauptrolle Jos und übernahm auch eine Reihe weiterer Rollen. Der in den Niederlanden beliebten Comedian Sezgin Güleç spielt Jos' Buddy und Schwiegersohn in spe Özgür. Der Österreicher Georg Friedrich spielt seinen heroinabhängigen Bruder Hendrik und der deutsche Schauspieler David Kross eine Figur namens „The Grape“.

### Filmförderung und Dreharbeiten
Die Film- und Medienstiftung NRW förderte die Produktion mit 395.000 Euro. Rund 250.000 Euro kamen vom Deutschen Filmförderfonds.
Die Dreharbeiten fanden von Ende Oktober bis Mitte Dezember 2023 in der niederländischen Provinz Limburg nahe der belgischen und deutschen Grenze und zu einem großen Teil auch in Nordrhein-Westfalen statt. Kameramann Robbie van Brussel war zuletzt für Filme wie De matchmaker von Jeroen Houben und Captain Nova von Maurice Trouwborst tätig.

### Filmmusik und Veröffentlichung
Die Filmmusik komponierte der niederländische Singer-Songwriter Djurre de Haan.
Die Weltpremiere des Films fand am 30. Januar 2025 beim Internationalen Filmfestival Rotterdam statt, wo er als Eröffnungsfilm gezeigt wurde. Am 4. Dezember 2025 soll er in die deutschen Kinos kommen.